# Хименес, Флако
Леонардо «Флако» Хименес (англ. Leonardo "Flaco" Jiménez; 11 марта 1939, Сан-Антонио, Техас — 31 июля 2025, Сан-Антонио, Техас) — американский музыкант, аккордеонист и певец, один из самых влиятельных исполнителей техано и конжунто. За более чем 60-летнюю карьеру сотрудничал с The Rolling Stones, Бобом Диланом и другими известными артистами.

## Биография
Хименес начал играть на аккордеоне в детстве, продолжая семейные традиции и став легендой техано-музыки.

## Творчество
Известен виртуозным исполнением, сочетая традиционные мексиканские мотивы с современными стилями. Записал множество сольных и совместных альбомов.

## Награды и признание
Лауреат премии Грэмми и других наград за вклад в музыку и сохранение культурного наследия.

## Личная жизнь
Флако Хименес был женат на Аделе Хименес. У пары было восемь детей: Рафаэль, Норма, Ребекка, Синтия, Дэвид, Гилберт, Артуро и Леонардо-младший. Старший сын, Леонардо Хименес-младший, работал менеджером и помощником отца в последние годы его жизни. Семья проживала в Сан-Антонио, штат Техасhttps.

### Смерть
Хименес умер после продолжительной болезни в доме одного из своих сыновей 31 июля 2025 года в возрасте 86 лет.